# Арманская обсерватория
Арманская обсерватория — астрономическая обсерватория, основанная в 1789 году в городе Арма, Северная Ирландия, Великобритания.

## Руководители обсерватории
- 1790—1815 — James Archibald Hamilton
- 1815—1823 — William Davenport
- 1823—1882 — Робинсон, Джон Томас Ромни
- 1882—1916 — Дрейер, Джон Людвиг Эмиль
- 1917 — Joseph A. Hardcastle
- 1918—1936 — Эллисон, Уильям Фредерик Арчдел
- 1937—1974 — Эрик Марвин Линдсей
- 1976—1994 — Mart de Groot
- с 1995 года — Mark E. Bailey

## История обсерватории
Обсерватория была основана Ричардом Робинсоном, архиепископом Арма в 1789 году.

## Инструменты обсерватории
В обсерватории представлена большая коллекция старинных инструментов. Современных крупных телескопов нет.
- 18-дюймовый рефлектор (1919 год) от Эллисон, Уильям Фредерик Арчдел
- Арманский 15-дюймовый Grubb рефлектор (D=0.38см) (1835 год)[1][2]
- 10-дюймовый рефрактор (1882) от en:Howard Grubb
- Troughton Equatorial Telescope (D=5.08 см) конструкции Эдварда Троутона, ахромат

## Направления исследований
- Метеорологические наблюдения
- звездная астрономия
- изучение Солнца и Солнечной Системы

## Основные достижения
- 24 астрометрических измерений опубликовано с 1965 по 2004 года[3]

## Известные сотрудники
- Эрнст Юлиус Эпик — работы в области астрофизики, а также написание статьи об опасности падений астероидов на Землю
- Эшер, Дэвид Джон — известен работами по исследованию метеорного потока Леонид
- Эдвард Троутон — оптик
- Patrick Corvan
- Apostolos Christou
- en:A. David Andrews
- en:Thomas Earnshaw — изготавливал часы для обсерватории
- Francis Johnston — архитектор, построивший обсерваторию
- en:Bill Napier

## Интересные факты
- Робинсон, Джон Томас Ромни был руководителем обсерватории рекордные 59 лет: с 1823 по 1882 года.
- В честь города в котором располагается обсерватория назван астероид 10501 Ardmacha[англ.], а в честь самой обсерватории назван астероид (10502) Арманобс